# Bibliothek Suhrkamp
Die Bibliothek Suhrkamp (BS) ist eine Buchreihe des Suhrkamp Verlages.

## Geschichte
Am 23. Oktober 1951 erschienen die ersten sechs Bände der anfangs von Peter Suhrkamp persönlich herausgegebenen Bibliothek Suhrkamp, von ihm als „Liebhaberbibliothek für eine Leser-Elite“ gedacht, in der bis heute erhaltenen einheitlichen, schnörkellosen, „mit unaufdringlich modernem Geschmack“ ausgeführten Gestaltung. Sie sollte eine möglichst bedeutsame Auswahl von Klassikern der Literatur und der Geisteswissenschaft des 20. Jahrhunderts umfassen.
Für Band 1 wurde die Erzählung Die Morgenlandfahrt von Suhrkamps Freund Hermann Hesse ausgewählt; Band 10 bot eine zweisprachige Ausgabe von T. S. Eliots berühmtem Katzenbuch (die Gedichte dienten als Vorlage für das Musical Cats); in Band 100 wurde 1963 eine Auswahl von Peter Suhrkamps verlegerischer Korrespondenz unter dem Titel Briefe an die Autoren veröffentlicht; Band 1000 schließlich galt 1989 Samuel Becketts Kurzgeschichtenband Mehr Prügel als Flügel.
Zur (grundsätzlich fortlaufenden) Nummerierung ist anzumerken, dass es eine Anzahl von „Leer-Nummern“ gibt, da die unter diesen Nummern ursprünglich vorgesehenen Titel nie erschienen sind. Es handelt sich – Irrtum vorbehalten! – um die folgenden: 138, 144, 180, 248, 268, 291, 304, 308, 340, 347, 349, 355, 364, 374, 401, 432, 460–63, 475, 484, 502, 531–32 (vorgesehen und mehrfach angekündigt für die seit 1969 geplanten Bände Paul Celan, Übertragungen I. und II., die schließlich erst in den 80er Jahren außerhalb der BS erschienen), 566, 569, 664, 687, 692, 735, 864, 897, 913, 925, 932, 960, 996, 1074 (?), 1078 (?), 1081 (?), 1089 (?). Teilweise wurden diese „Leerstellen“ später gefüllt, so etwa die Bandnummer 396 (eigentlich 1974 „fällig“) im Jahr 1995, mit Kenzaburo Oe, Der Tag, an dem Er selbst mir die Tränen abgewischt. Ebenso die Bandnummer 977 (eigentlich 1988 „fällig“) im Jahr 1990 mit Vincenzo Consolo, Die Wunde im April.
Hingegen wurden ausnahmsweise – vielleicht versehentlich – unter sieben Nummern je zwei verschiedene Titel publiziert. Die Nummerierungspraxis der Reihe sieht einen Austausch nicht mehr gängiger Titel eigentlich nicht vor, wie er etwa von der Insel-Bücherei des Insel Verlags, einer Verlagstochter von Suhrkamp, her bekannt ist:
- BS 2: Editha Klipstein, Das Hotel in Kastilien (1951) bzw. Walter Benjamin, Berliner Kindheit um Neunzehnhundert (1962)
- BS 29: Gotthard Jedlicka, Anblick und Erlebnis (1955) bzw. George Bernard Shaw, Ein Negermädchen sucht Gott (1962)
- BS 30: Fritz Ernst, Aus Goethes Freundeskreis und andere Essays (1955) bzw. E. M. Forster, Ansichten des Romans (1962)
- BS 42: George Bernard Shaw, Musik in London (1957) bzw. Shaw, Helden (1970)
- BS 46: Shakespeares Sturm (dt. v. Rudolf Alexander Schröder (1958)) bzw. Ernst Penzoldt, Squirrel (1963)
- BS 65: Hermann Hesse, Schön ist die Jugend (1961) bzw. Hesse, Narziß und Goldmund (1970)
- BS 66: Henry Green, Schwärmerei (1961) bzw. George Bernard Shaw, Pygmalion (1970)

Sechs Sonderbände in einmaliger Auflage sind ohne Nummer erschienen (die ersten drei mit einem Vorwort/Beitrag von Siegfried Unseld herausgegeben):
- Aus aufgegebenen Werken (1968)
- Poesie. Aus den Gedichtbüchern der Bibliothek Suhrkamp (1979)
- Klassiker der Moderne. Ein Lesebuch (1989)
- Literatur von Frauen (1997)
- Der letzte Kirschkern. Kleine Sammlung kurzer Texte (2004)
- Warum lesen? Mindestens 24 Gründe (2020)

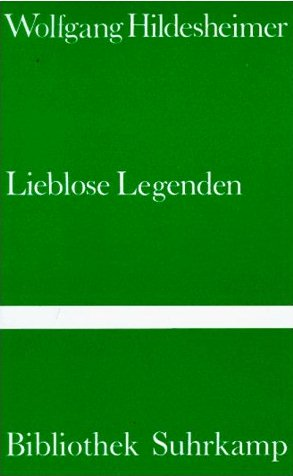
Buchumschlag "Wolfgang Hildesheimer, Lieblose Legenden", Bibliothek Suhrkamp Band 84, Umschlagentwurf: Willy Fleckhaus

In dieser Reihe sind unterdessen rund 1500 Bände erschienen.
Im Jahr 2012 "erschien" ein Notizbuch unter gleichem Namen in der Bibliothek Suhrkamp in der typischen Aufmachung mit weiß-blauem Schutzumschlag und mit einer ISBN, die innerhalb der Buchreihe bereits schon einmal für den Band 361 von Helmuth Plessner vergeben worden war. Die Deutsche Nationalbibliothek hat das Notizbuch zwar gelistet, es jedoch mit dem Kommentar „Gehoert eindeutig nicht zum Sammelgebiet der Deutschen Nationalbibliothek“ nicht im Bestand.
Bis etwa in die Mitte der 70er Jahre waren die Bände der Reihe im Bleisatz gedruckt. Die Umschläge wurden zunächst von Rudolf Kroth, einem Schüler von Hans Leistikow, gestaltet, ab 1959 dann von Willy Fleckhaus.
Auf dem obigen Foto ist die unterschiedliche Gestaltung auch bei den Buchrücken deutlich zu erkennen. Bis 2001 war das Erscheinungsbild der Reihe bunt, wobei phasenweise bestimmte Farbentypen bei der Gestaltung der Schutzumschläge vorherrschten. So kannten die 60er und frühen 70er Jahre neben den häufigen weißen auch dunkle, gedeckte Farben, bei denen der schwarze Titelaufdruck nicht immer leicht zu lesen war. Die 80er Jahre brachten zusätzlich ungewöhnliche metallische Farbtöne, außerdem die Varianten Gold und Silber. In den 90er Jahren schließlich fiel die Reihe durch leuchtende, sehr kräftige Farben auf, die es in den früheren Jahren der Bibliothek so nicht gab. Der Umschlagfarbe Schwarz kam in den Jahrzehnten des Erscheinens eine besondere Bedeutung zu, sie war Spätwerken vorbehalten sowie Bänden mit einem besonderen existentiellen oder poetologischen Kontext und herausragenden literarischen Dokumenten aus bzw. zu der Zeit des sog. Dritten Reiches. Beispiele sind etwa "Das Buch der Fragen" von Edmond Jabès, "Tag- und Nachtbücher" von Theodor Haecker, "Die Erfahrung des Todes" von Paul Ludwig Landsberg, "De profundis" von Oscar Wilde, "Die neunte Stunde" von Peter Huchel oder "Der Meridian" von Paul Celan. Konnten andere Titel von Auflage zu Auflage die Umschlagfarbe wechseln, so blieben die schwarzen Bücher auch in Neuauflagen immer schwarz. Dieser Kontext schien seit den Nuller Jahren zunächst in Vergessenheit geraten, kehrte dann aber 2016 mit dem schwarzen Band "Das Dritte Reich des Traumes" von Charlotte Beradt (Band 1496) noch einmal zurück.
Seit 2001 hat sich die Ausstattung der Bände verändert, seit 2012 auch das Format. Die früher farbigen und glatt laminierten Papierumschläge wurden durch fast durchweg weiße, empfindlichere Büttenumschläge ersetzt und farbige Vorsatzblätter eingeführt.
Seit 2015 werden alte Titel nicht mehr bzw. nur noch ausnahmsweise neu aufgelegt, sondern lediglich als Print-on-Demand lieferbar gehalten, in einer minderen Ausstattung, bestehend aus einer einfachen, weißen Broschur statt des festen Einbandes (nach wie vor in der Fleckhaus-Umschlaggestaltung) und Klebebindung anstelle der sonst in dieser Reihe durchweg üblichen Fadenheftung. Bände in der Originalausstattung gibt es damit nur noch über den Antiquariatsmarkt. 2023 änderte der Verlag die Ausstattung der Bände erneut. Auch die gebundenen Erstausgaben der Reihe werden nun nur noch in der weniger stabilen Klebebindung publiziert. Neue Titel erscheinen meist (nicht grundsätzlich; der 2017 herausgekommene Band 1499 hatte wieder die alte Größe) in größerem Format.

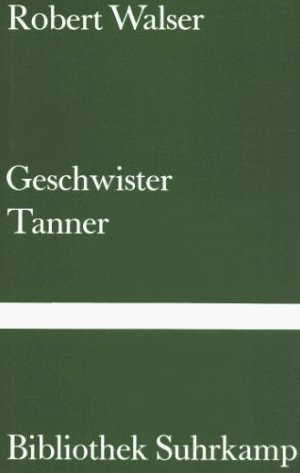
Buchumschlag "Robert Walser, Geschwister Tanner", Bibliothek Suhrkamp Band 450, Umschlagentwurf: Willy Fleckhaus

## Renommee der Reihe
Vielen Suhrkamp-Autoren galt die Aufnahme in die Bibliothek Suhrkamp als besondere Ehre. Uwe Johnson etwa schreibt im Antwort-Brief auf die Zusendung der zunächst an anderer Stelle erschienenen Skizze eines Verunglückten in der BS an den Suhrkamp-Verleger Unseld, dass er sich wünsche, einmal aus "eigenem Recht" ein Werk in dieser Reihe zu haben. Für Thomas Bernhard war die Publikation seiner Werke in der Bibliothek ebenfalls ein wichtiges Anliegen, und Unseld "erkaufte" sich das Recht, den Bundespräsidenten verhöhnende Bernhardsche Dramolette nicht drucken zu müssen, mit der Aufnahme des Jugendwerkes Ave Vergil in die Sammlung. Gershom Scholem wünschte sich jeweils ein Sonderexemplar seiner BS-Titel in Ganzleder. Unseld erfüllt dem vom Rhein-Verlag übernommenen berühmten Autor diesen Wunsch und ließ je zwei Exemplare der Scholem-Titel entsprechend aufbinden (vgl. Marbacher Magazin 140, Über Haschisch und Kabbala). Am häufigsten sind mit je mehr als zwanzig Titeln Thomas Bernhard und Hermann Hesse in der Bibliothek Suhrkamp vertreten, mit zehn oder mehr Werken außerdem Samuel Beckett, Bertolt Brecht, Hermann Broch, Mircea Eliade, Max Frisch, Bohumil Hrabal, James Joyce, Hans Erich Nossack, Rainer Maria Rilke, Bernard Shaw, Paul Valéry und Robert Walser. Die starke Präsenz in der Reihe stellte in der Verlagspolitik auch einen hervorgehobenen Verweis auf bestimmte Autoren dar. So wurden alle Originalausgaben der Schriften Robert Walsers (mit Ausnahme von Fritz Kochers Aufsätze) in der Bibliothek wieder als Einzelbände aufgelegt und ihr individueller Werkcharakter damit eigens unterstrichen. Einzelne Autoren wie etwa Pierre Michon erscheinen mit ihren Büchern bei Suhrkamp ausschließlich in der BS. Zwei andere deutsche Verlage publizierten vergleichbare Buchreihen, Hanser die immer noch existierende und gelegentlich um neue Bände ergänzte Edition Akzente, und Klett-Cotta Cotta's Bibliothek der Moderne, die in ihrer originalen Form von Anfang der 80er Jahre bis Mitte der 90er Jahre in über hundert, einheitlich ausgestatteten Bänden erschien und einen stärkeren Schwerpunkt bei konservativen und rechts-anarchistischen Autoren hatte (z. B. mit etlichen Titeln von Friedrich Georg Jünger, Rudolf Borchardt, Gottfried Benn, Gerhard Nebel und Ernst Jünger), aber auch vergessene Autoren der Moderne und Perlen der französischen, skandinavischen und nordamerikanischen Literatur publizierte. Die Cotta-Bibliothek hat starke Ähnlichkeit und Berührungspunkte mit der BS, wurde vom Verlag aber nach zehn Jahren regelmäßiger Programme mit neuen Titeln der Reihe nicht weiter durchgehalten (vgl. den Almanach Weltliteratur als leichtes Gepäck. Cotta’s Bibliothek der Moderne).
Erschienen in den 70er und 80er Jahren über 30, bis in die 2000er Jahre dann noch etwa zwölf neue Bibliothek Suhrkamp-Titel pro Jahr, so sind es mittlerweile nur noch etwa drei bis vier Bände echter Neuerscheinungen jährlich. Im Herbst 2017 kam Band 1501 heraus, die Nummer 1500 wurde erst im Juni 2020 an die "Sondagen" von Thomas Kling vergeben. Der bedeutende Gedicht-Band war zunächst 2002, nach dem Fortgang des früh verstorbenen Kling von Suhrkamp, bei Dumont erschienen. Mit der Nummer 1500 der Bibliothek Suhrkamp gedenkt der Verlag seines 15. Todestages.

## Autoren und Übersetzer
Eine (unvollständige) Auswahl von in der Bibliothek Suhrkamp veröffentlichten Autoren
- Lyrik: Anna Achmatowa, Rafael Alberti, Jürgen Becker, Samuel Beckett, Rudolf Borchardt, Thomas Brasch, Volker Braun, Bertolt Brecht, Joseph Brodsky, John Cage, Paul Celan, Inger Christensen, Günter Eich, Thomas Stearns Eliot, Odysseas Elytis, Hans Magnus Enzensberger, Nicolás Guillén, Peter Handke, Hermann Hesse, Zbigniew Herbert, Georg Heym, Hugo von Hofmannsthal, Peter Huchel, Ted Hughes, Konstantin Kavafis, Gertrud Kolmar, Karl Krolow, Else Lasker-Schüler, Christine Lavant, Federico García Lorca, Friederike Mayröcker, Ernst Meister, Heiner Müller, Pablo Neruda, Rainer Maria Rilke, Jannis Ritsos, Peter Rühmkorf, Nelly Sachs, Wisława Szymborska, Georg Trakl, Ko Un, Giuseppe Ungaretti, César Vallejo, William Carlos Williams
- Prosa: Samuel Beckett, Thomas Bernhard, Volker Braun, Bertolt Brecht, Hermann Broch, Hans Magnus Enzensberger, Max Frisch, Peter Handke, James Joyce, Stanislaw Lem, Marcel Proust, Sascha Sokolow, Robert Walser, Peter Weiss, Stefan Zweig
- Theorie: Theodor W. Adorno, Giorgio Agamben, Mircea Eliade, Hans-Georg Gadamer, Alexander Mitscherlich, Jean Piaget, Gershom Scholem, Ludwig Wittgenstein

Unter den Übersetzern der Bibliothek Suhrkamp, großenteils selbst anerkannte Autoren, sind etwa zu nennen: Heinz Czechowski, Peter Handke, Johannes Hübner, Sarah Kirsch, Dagmar Leupold, Helmut von den Steinen.